# Elektroniczne babcie
Elektroniczne babcie (tytuł oryg. Babičky dobíjejte přesně!) – czechosłowacki horror komediowy z gatunku science fiction z 1984 roku w reżyserii Ladislava Rychmana.
Światowa premiera filmu miała miejsce 1 czerwca 1984 roku.

## Opis fabuły
Tajemnicza firma o nazwie Biotex wprowadza na rynek specjalne roboty, przyobleczone w postaci sympatycznych babć. Ich zadaniem jest ułatwienie życia zapracowanym czeskim rodzinom. Babcie wykonują wszelakie prace domowe, piorą, sprzątają i gotują obiady, a wieczorem trzeba je podłączyć do prądu, żeby mogły naładować akumulatory.

## Obsada
- Jiří Lábus jako pan Louda
- Daniela Kolářová jako pani Loudová
- Libuše Havelková jako Róza 350 GLS
- Jana Dítětová jako Carmen
- Katka Urbancová jako Alenka Loudová
- Piotr Frolik jako Bertík Louda
- Antonín Hardt jako pan Pálek
- Marie Málková jako pani Pálková
- Michal Rynes jako Adam
- Dana Balounová jako Sreinerová
- Viktor Vrabec jako przewoźnik Biotexu
- Karel Chromík jako szef Biotexu
- Jiří Datel Novotný jako dźwiękowiec TV, informator Biotexu
- Jarmila Smejkalová jako babcia Loudy